# モンゴルのマンチュリア侵攻
モンゴルのマンチュリア侵攻（モンゴルのマンチュリアしんこう）は、モンゴル帝国初代皇帝チンギス・カンの治世から、第2代皇帝オゴデイの治世にかけて断続的に行われ、1243年のグユクによる大真国（東夏国）平定によって完了した。モンゴル軍のマンチュリア侵攻は、チンギス・カンの諸弟（東道諸王）が主導権を有していたこと、モンゴルの属国として半自立を果たした契丹人国家の東遼・後遼の動向と密接に絡んでいたことに特徴がある。
ただし、モンゴルのマンチュリア侵攻を詳細に記録した史料は存在せず、断片的な記録しか存在しないため、その過程については今なお不明な点も多い。

## 背景
金朝は12世紀初頭に女真人によって建てられた国家であったが、数多の戦争を経て遼朝の支配するモンゴル高原南部、北宋の北半（華北）を征服して大量の契丹人・漢人を配下に置く多民族国家を形成していた。しかし、遼朝の残党の一部は中央アジアに移住して西遼（カラ・キタイ）を建国しており、1177年には金朝から西遼に亡命する契丹人が現れるなど、契丹人の動向は金朝の中でも危険視されていた。一方、金朝の支配層たる女真人も女真宗室どうしの内紛や華北への大量移住によって固有の言語・風習を失いつつあり、女真族としての紐帯も時代を経るにつれ失われつつあった。
13世紀初頭にチンギス・カンの建国したモンゴル帝国による金朝侵攻が始まると、真っ先にモンゴル高原南部の契丹人が金朝を見限ってモンゴルに降り、北方の守りを失った金朝は野狐嶺の戦いにおける惨敗によって長城以北の統制を失った。これ以上の契丹人の寝返りを恐れた金朝朝廷は遼西・遼東方面の契丹人への監視を強めたが、逆にこの対応に不満を抱いた耶律留哥が自立して東遼政権を築き、周囲の契丹人を糾合してモンゴルに帰順した。
しかし、東遼に属する契丹人の一部はモンゴルに従順な耶律留哥に不満を抱いて自立し、モンゴルの支配を脱して自立した勢力（後遼）を築いた。また、耶律留哥討伐のために遼東地方に派遣されていた蒲鮮万奴も前後して金朝を見限り、マンチュリアの女真人を糾合して大真国を建国した。こうして遼河流域・マンチュリアには東遼・後遼・大真といった勢力が並立し、この内東遼のみがモンゴルに服属し、後遼と大真は金朝とモンゴル双方の支配を拒んで自立するという状況が成立した。このような経緯を経て、モンゴル軍は離反した契丹人勢力（後遼）を討伐し、再び部民とすることを望む耶律留哥の希望を容れる形でマンチュリア方面に進出していくことになった。

## モンゴル軍の編成

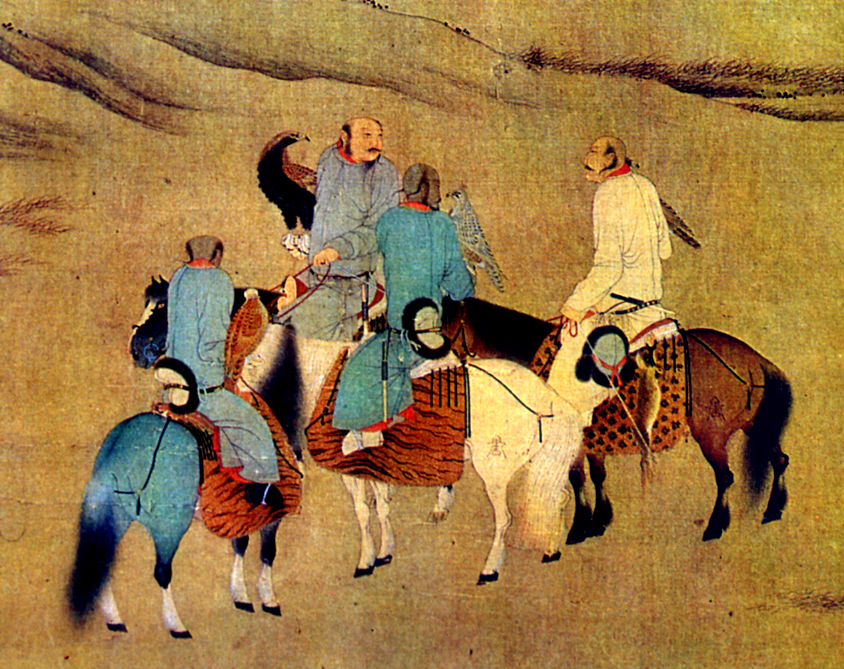
宋代に描かれた契丹人の絵

モンゴルのマンチュリアへの侵攻には、大別して2つの系統の軍団が参加していた。すなわち、「モンゴル帝国全体の左翼軍」たるチンギス・カンの諸弟（東道諸王）の軍団と、「チンギス・カン直属の中軍に属する左翼軍」たる左翼万人隊長ムカリ率いる軍団の二つである。

### 東道諸王軍
1213年に始まる第一次金朝造征ではジョチ・カサル、アルチダイ、テムゲ・オッチギンら東道諸王の軍勢が左翼軍として山東方面に侵攻した後、1214年には遼西の諸城を攻略したと伝えられる。しかし、同年秋よりムカリ率いる軍団が遼西地方への進出を始めると、東道諸王軍はこれと入れ替わるようにして史科上で言及されなくなっていく。
一方、遼東地方の計略を進めた耶律留哥はムカリよりもむしろ東道諸王との緑が強く、また東夏国・高麗国と共同で後遼を討伐した（江東城の戦い）際も東道諸王の一人のテムゲ・オッチギンが主導した形跡がある。そのため、史科上には明記されないものの遼東より、マンチュリア方面の計略は主に東道諸王の指導の下行われたのではないかと推測されている。

### ムカリ軍
「四駿」の一人にも数えられるムカリは左翼万人隊長の地位にあってチンギス・カン直属の左翼軍を指揮しており、遼河地方（遼西・遼東）の攻略にも携わっている。1217年にチンギス・カンが北還するとムカリは東アジア方面に残留する軍団の統括を命じられ、この時ムカリの指揮下に入った諸軍は「左手の五投下」 と呼ばれる、自立性の高い特殊な性格を有する軍団を形成するに至った。蒲鮮万奴を東進せしめた、1216年から1217年にかけての遼東進出はムカリによって主導されている。また、マンチュリア侵攻に関わる契丹人将軍の多くは、チンギス・カンの征西中はムカリの指揮下に入って各地を転戦している。

### 契丹人軍団
ベルシア語史料の『集史』には「ウヤル元帥とトガン元帥が率いる契丹と女真の軍がある。ウヤルとトガンの強い忠誠によりムカリは招集した契丹と女真の軍を彼らに統率させ、彼ら二人を万人隊長とした」とあり、「ウヤル元帥が契丹人万人隊を率いた」ことが記載されている。実際に、早くからモンゴル帝国に投降した契丹人将軍の移剌捏児・王珣らは漢文史料上でもウヤルと行動をともにしていたことが確認され、一つの軍団を形成していたことが確認される。
またチンギス・カンの死後、モンゴル帝国では「タンマチ軍」と呼ばれる新たな軍団が創設されたが、この軍団は純モンゴル軍と被征服民の軍団との混成軍を征服地にそのまま駐留させるというに特色があった。マンチュリア方面ではウヤルが率いていた契丹人軍団を中核としてタンマチが編成され、サリクタイ・コルチなる人物がウヤルの上に立ってこの「タンマチ」を率いた。
実戦部隊として遼河流域・朝鮮半島・マンチュリアの平定に活躍したのはこの契丹人軍団（タンマチ）であり、王珣らは準モンゴル人として帝国内で厚遇された。この軍団がモンゴル帝国全体の中で「左翼（＝東方方面軍）」に属していたことは間違いないが、東道諸王軍とムカリ軍どちらの指揮下にあったかについては議論がある。
なお、1243年の東夏国平定戦では皇子グユクを総司令として、東道諸王からはカチウン家のアルチダイ、五投下からはムカリの孫の国王タシュが副司令に選出され、その下で契丹人将軍が実戦部隊を務めるなど、それまでマンチュリア進出に携わっていた者達が総結集する形で軍編成が行われている。

## チンギス・カン期の侵攻

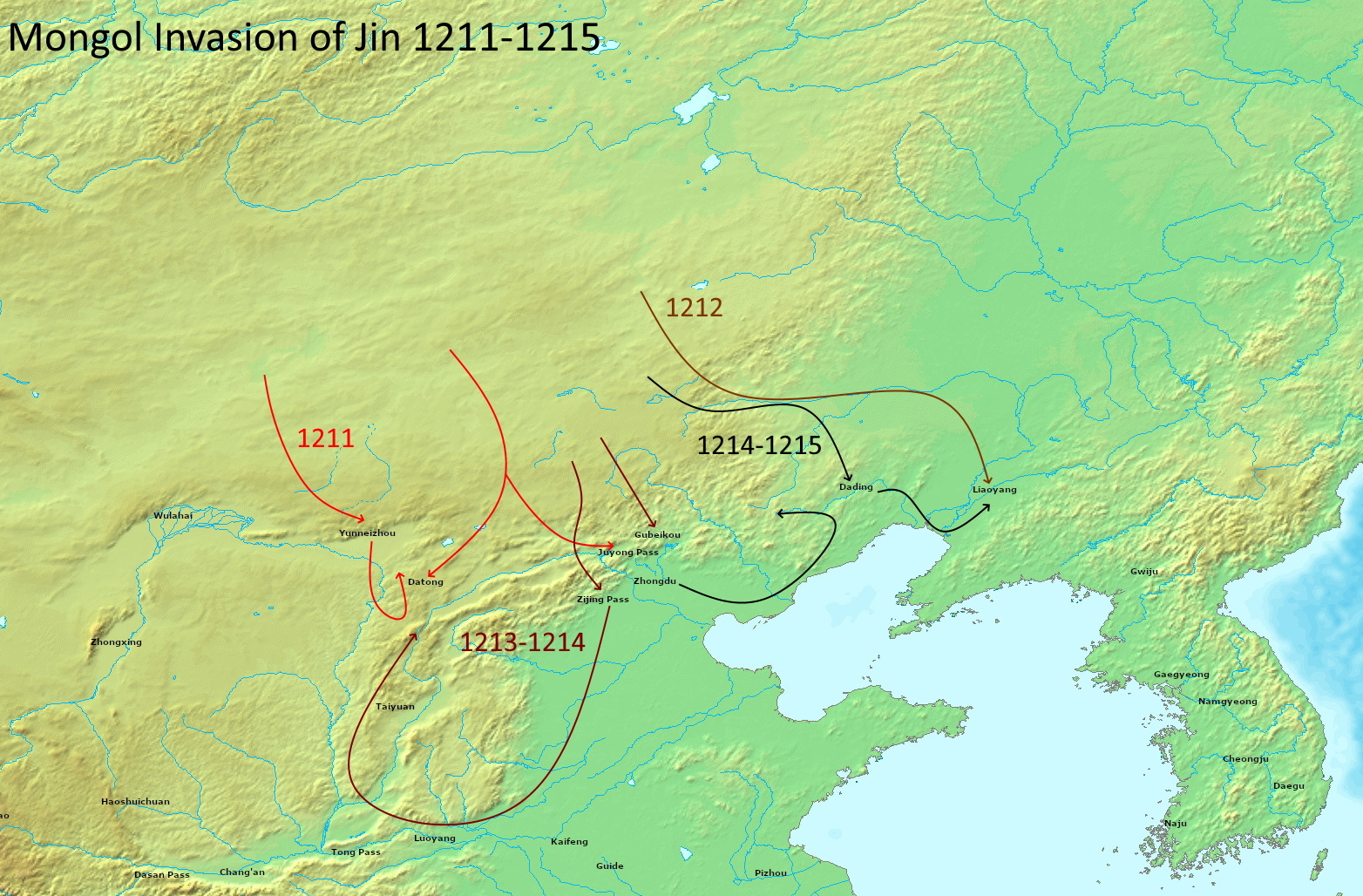
モンゴルの第一次金朝侵攻図。茶色で記される1212年の侵攻がジェベの遼陽（Liaoyang）攻撃、黒色で記される1214-1215年の大定（Dading）攻撃がムカリの遼西平定に当たる。

### ジェベの東京攻撃（1212）
マンチュリア方面へのモンゴル軍の進出は、「四狗」の一人にも数えられるジェベの東京遼陽府攻撃に始まる。諸史料は一致して「ジェベが東京遼陽府を包囲し、一度撤退したと見せかけて夜襲によって東京を攻略した」ことを記載するが、年次については『元史』ウヤル伝は1210年、『聖武親征録』と『金史』は1211年、『元史』太祖本紀は1212年、『元朝秘史』は1211年以後と、一致しない。
ジェベの東京攻略については2通りの見解があり、まず那珂通世はモンゴル軍の金朝遠征が始まったばかりの時期にジェベが長駆東京にまで至ったということ自体が疑わしいとし、「東京」は「東勝」など他の地名との混同であって、ジェベの東京攻略は存在しなかったとする。一方、池内宏は1212年にモンゴル軍が一時的に内モンゴルの草原地帯に撤退していることに注目し、『元史』太祖本紀に従ってこの1212年冬（＝モンゴル軍の撤退中）にジェベの東京攻略があったとすれば不自然ではないと論じた。
いずれの説をとるにせよ、最初の東京攻撃は威力偵察の域を出るものではなく、この時点でモンゴル軍は遼東地方に橋頭堡を築くに至っていない。

### ムカリの遼西侵攻/東遼国の建国（1213-1215）
ジェベの東京攻撃と同時期に、契丹人の耶律留哥は金朝による契丹人差別政策に反発して1212年に隆安・韓州一帯で挙兵し、この地方に進出していたアルチ・ノヤン率いるモンゴル軍を通じてモンゴル帝国と誼を通じた。耶律留哥は自らの有する兵をモンゴルに差し出した上、矢を折ってモンゴル帝国に仕えることを盟約し、これを受けてアルチは「我は〔チンギス・カンの下に〕帰り、遼の征服は汝に任せるよう奏上しよう」と語ったという。
耶律留哥は周辺の契丹人の支持を得て数カ月で十数万の軍勢を率いるに至り、これに対し金は完顔承裕（胡沙）・蒲鮮万奴による60万の軍隊で耶律留哥の討伐を計画した。耶律留哥はモンゴルに救援を求め、アルチ・孛都歓・阿魯都罕ら率いるモンゴル軍の支援を受けた耶律留哥は1213年2月に迪吉脳児（現在の遼寧省鉄嶺市昌図県付近）で金兵を迎え撃ちこれを撃破した。同年3月、耶律留哥は王を称し国号を遼（東遼）と定め、1214年に再び蒲鮮万奴が40万の軍勢を率いて侵攻してくると、耶律留哥は帰仁の北河で蒲鮮万奴軍を撃破、その勢いで遼東の州郡を占拠し都を咸平に定め中京と号した。
一方、モンゴル軍も1213年に居庸関を越えた後は金朝領河北各地を蹂躙し、1214年には全軍を中都に集結して金朝朝廷に屈服を迫った。ここで一時的にモンゴルと金朝の和約が結ばれると、左翼万人隊長ムカリ率いる軍団は遼西地方に派遣され、1215年中にラオハ河流域の要衝の北京大定府を攻略するに至った（北京の戦い）。また、ムカリによって別働隊として派遣された石抹エセンは耶律留哥と合流し、遼東最大の都市である東京遼陽府を攻略した。
この時に東遼は遼東地域をほぼ平定し支配地域は最大に達したが、一方でモンゴルに遠慮して皇帝号を称さないことで耶律留哥は周囲の契丹人の支持を失いつつあった。最終的に、耶律留哥の副手である耶律可特哥が蒲鮮万奴の妻の李僊娥を娶ったことを巡る対立を切っ掛けに耶律可特哥・耶律廝不らが耶律留哥を見限って自立し、1216年に耶律廝不は皇帝号を称し「遼（後遼）」を建国した。また、東遼の内紛を好機と見た蒲鮮万奴も1215年初頭に金朝を見限って自立し、同年10月には「天王」と称し、国号を大真と定め、天泰と改元した。後遼の離反によって耶律留哥率いる東遼は配下の勢力をほとんど失ったとみられ、これによってモンゴルは再び遼東における足がかりを失うことになってしまった。

### ムカリの遼東侵攻/東夏国の東遷（1216年-1217年）
1215年にムカリ軍が北京大定府を攻略した際、遼西の諸城の多くは一度モンゴルに降ったが、1216年夏に張致が興中府に拠って叛乱を起こすとこれに呼応して叛旗を翻した。これを受けて、再び南下したムカリ軍が張致を討伐したことで広寧・懿州諸城もモンゴルに降り、｢遼河から西、灤水より東」すなわち遼西地方は完全にモンゴル帝国に降り、張致討伐に活躍した契丹人の石抹エセンがこの地方を治めた。遼西地方を平定したムカリ軍は更に遼東地方に進出し、遼東半島の沿岸部に当たる薊州・復州・海州を平定した。
モンゴルの進撃に恐怖を抱いた蒲鮮万奴は投降を決意し、同年10月に息子のテゲを質子（トルカク）として差し出し臣従の意を示した。しかし、モンゴル帝国への完全な臣従を拒んだ蒲鮮万奴は10万余りの配下を率いて「海島」に逃れ込み、海軍力に乏しいモンゴル軍は手出しが出来ず蒲鮮万奴はモンゴルへの服属を免れた。なお、蒲鮮万奴はモンゴルの支配下から逃れるにあたり、チンギス・カンが派遣した監督官である耶律捏児哥一家を殺害している。
1217年春頃に遼東半島に戻った蒲鮮万奴は高麗方面に侵攻して果たせず、方向を変えて北東方面、すなわち女真人の故地となる地方への進出を始めた。蒲鮮万奴は曷懶路（現在の北朝鮮東北部から中露国境地帯）への移住を掲げて移動を始め、その手始めに金朝発祥の地の上京会寧府への侵攻を始めた。しかし、上京会寧府の元帥の承充の娘の阿魯真による必死の抗戦もあり、思わぬ損害を蒙った蒲鮮万奴はやむなく包囲を解いて本来の目的地である曷懶路に向かった。一方、上京で蒲鮮万奴と戦った金朝の紇石烈徳が戦後に「東京」に移ったとの記録があり、東京遼陽府を含む遼東一帯はこの時蒲鮮万奴の支配を脱し、金朝が支配を回復したようである。

### 江東城の戦い/後遼の討伐（1218年）
蒲鮮万奴が遼東地域から北上して上京方面に出ていた頃、耶律留哥から離反した契丹人集団（後遼）は金朝の攻撃を受けて鴨緑江を渡り、高麗国内に侵入していた。耶律留哥への支援を約していたチンギス・カンは後遼の討伐のため哈真と札剌という武将を遼東方面に派遣したが、この時蒲鮮万奴もまた再びモンゴル帝国に服属したようである。そして1218年（興定2年、戊寅）12月、東夏国領を通過した「モンゴル（蒙古）元帥」の哈真と札剌率いるモンゴル帝国軍1万・蒲鮮万奴が派遣した完顔子淵率いる東夏国軍2万の連合軍が高麗の東北国境より現れ、高麗国に協力して「丹賊（＝後遼政権）」を討伐することを申し出た。高麗はモンゴル・東夏連合軍の申し出を受け容れ、協力して後遼政権を江東城にて滅ぼし、モンゴル帝国と高麗は「兄弟の関係」を結んだ。
1219年（興定3年、己卯）よりチンギス・カンが西方遠征を始め、モンゴル軍の大部分が東アジアを離れたこともあり、1220年代の東北アジアでは東夏国・高麗国・遼東の金朝残存勢力が並立する状況が定着した。江東城の戦いを経てモンゴル帝国と友好関係を樹立した高麗国は、毎年互いに使者を派遣することを約し、使者は必ず「万奴之地（東夏国）」を通過するよう取り決められていた。
ところが、1224年（正大元年、甲申）正月に東夏国は高麗に使者を派遣し、二通の国書をもたらした。一通には「モンゴルのチンギス・カンは絶域に赴いて所在が知れず、［モンゴル本土に残ったチンギスの末弟］オッチギンは貪暴不仁であり、［東夏国はモンゴル帝国との］旧好を既に絶った」と記され、もう一通には榷場（交易管理所）を互いに設置することの要求が記されていた。これを受けてモンゴル帝国の使者古与らは従来の東夏国領を通るルートではなく鴨緑江下流域を越えて高麗国内に入ったが、1225年（正大2年、乙酉）正月の帰路にて盗賊によって殺害されてしまった。この一件を経てモンゴル帝国・東夏国・高麗国の関係は悪化し、定期的な使者のやり取りは途絶え、蒲鮮万奴はしばしば高麗に出兵するようになった。
1227年（正大4年、丁亥）9月には定州・長州を、1228年（正大5年、戊子）7月には長平鎮を、それぞれ東夏国の兵が侵掠している。1229年（正大6年、己丑）2月には東夏国より高麗に講和の使者が出されたが、交渉は失敗に終わり再び高麗領和州が掠奪を受けた。この間、蒲鮮万奴が高麗国に語ったようにモンゴル帝国ではチンギス・カンが常に遠征の途上にあり、モンゴル軍は遼東方面にはほとんど介入することがなかったことが東夏国の延命に幸いしていた。しかし、チンギス・カンが死去しその息子のオゴデイを中心とする新たな体制がモンゴルで発足すると、東夏国は再びモンゴル軍の侵攻に晒されることとなる。

## オゴデイ・カアン期の侵攻

### サリクタイの遼東侵攻
モンゴル帝国によるマンチュリア方面経略の再開は、即位前のオゴデイとトルイの協議によって定められた「タンマチ（辺境鎮戍軍）」の派遣に始まる。この頃、チンギス・カン死去後の隙をついてモンゴル帝国の周辺では反モンゴル運動が活発になっており、特にマンチュリア方面では蒲鮮万奴の自立と金朝が遼東を再奪取するために派遣したジェブゲ（哥不靄）の活動が問題となっていた。これに対処するため1228年（戊子/拖雷監国元年/正大5年）よりモンゴル兵と征服地において現地徴発された兵によって構成されるタンマチ（タマ軍）の派遣が始まった。同年中には遥か西方でホラズム・シャー朝残党討伐のためにチョルマグン・コルチがイランに派遣されており、イランとマンチュリアへのタンマチ派遣はそれぞれ連動したものであったと考えられている。
この時マンチュリア方面に派遣されたタンマチを率いたのが「サリクタイ・コルチ」と呼ばれる人物で、配下の軍団はら契丹・女真系の将官で構成されていた。遼東一帯に侵攻したサリクタイ軍は蓋州・宣城など遼東の諸城を攻略し、ジェブゲを敗死させた。金朝の将軍の郭琛・完顔曳魯馬・趙遵・李高奴らはジェブゲの死後も石城に拠って抵抗を続けたが、王栄祖の攻撃によって完顔曳魯馬は戦死し、趙遵・李高奴は投降した。サリクタイはここで得た1千余りの兵を自らの配下に入れようとしたが、王栄祖が説得して全員を解放させたという。また、同時期に移剌買奴は花涼城を攻め落とし、開州を攻略して金朝の将の金沙密を捕虜とした。
この遼東侵攻によって東遼政権はかつての勢力圏をほぼ取り戻し、耶律留哥の息子の耶律薛闍は取り戻したかつての民を連れて本拠の広寧に移り、広寧路都元帥を称した。

### サリクタイの高麗侵攻
その後、1231年にサリクタイ軍は更に南下して高麗国に侵攻し、首都の開城を包囲したため、高麗朝廷は一時モンゴルへの服属を受け容れた（モンゴルの第一次高麗侵攻）。
この時、サリクタイは高麗に「汝の国がもし降らなければ、我は軍を返すことはない。東に向かい東夏の下へ走るだろう」と呼びかけており、サリクタイ軍は当初より高麗・東夏の両国を降すべく出陣したようである。
ところが、1232年には高麗朝廷はモンゴル軍が残したダルガチを殺害して叛旗を翻し、再度侵攻したサリクタイが処仁城の戦いで流れ矢に当たって戦死してしまったことでモンゴル軍は一時この方面から退却した（モンゴルの第二次高麗侵攻）。

### グユクの東夏国平定
一方、サリクタイの遼東・高麗侵攻と並行して行われていた第二次対金戦争は三峰山の戦いを経て金朝の敗勢が明らかになりつつあり、モンゴル軍側には余裕が生まれつつあった。そこで、1233年には遂にオゴデイの庶長子のグユクを総指揮官とする正式なマンチュリア遠征軍が派遣することになった。『元史』の諸列伝には、ジャライル部の国王タシュ・石抹査剌・王栄祖らがグユクの支配下にあってマンチュリア遠征軍に加わったことが記されている。
グユクのマンチュリア派遣については、『集史』オゴデイ・カアン紀に以下のように記されている。
一方、東国の側ではモンゴル軍の侵攻に備え、堅固な山城群を築いていた。近年の考古学調査の成果によると、マンチュリアの日本海側地域では東夏国時代の官印が出土する山城が多数発見されており、文化層の未発達や遺構の重なりが少ない（＝使用期間が短い）といった特徴が見られる。そのため、この山城群はモンゴル軍の侵攻に対抗するために東夏国によって築かれ、東夏国の滅亡後に放棄されたものとみられる。この山城群の中で最も規模が大きいのがクラスノヤロフスコエ城址（現在の沿海地方ウスリースク市近郊）と磨磐山山城（現在の吉林省延辺朝鮮族自治州図們市）であり、それぞれ東夏国の率賓路と南京に相当するとみられる。
マンチュリアに侵攻したモンゴル軍と東夏国軍の最大の激戦地は、蒲鮮万奴自身が軍勢を指揮して籠城する「南京」であった。モンゴル軍は「鉄のように堅固である（城堅如立鉄）」と評される南京城壁に苦戦したが、契丹人将軍のジャラル（石抹査剌）が副将を城の東北から進ませる一方、自らは西南から南京城に攻め入った。ジャラルは自ら敵兵を数十人斬って城の「飛櫓」を破り、そこからモンゴル兵の大軍が乗り込んだ事で遂に南京城は陥落した。
南京城が陥落すると蒲鮮万奴が生け捕りとされ、これを以て事実上東夏国は滅亡した。1233年2月、戦後処理を終えたモンゴル軍は100騎余りをマンチュリアに残し、帰還した。